# Grijze bosklauwier
De grijze bosklauwier (Chlorophoneus bocagei; synoniem: Telophorus bocagei) is een zangvogel uit de familie Malaconotidae. Deze vogel is genoemd naar de Portugese zoöloog José Vicente Barbosa du Bocage.

## Verspreiding en leefgebied
Deze soort komt voor in centraal Afrika en telt twee ondersoorten:
- C. b. bocagei: van zuidelijk Kameroen tot noordelijk Angola.
- C. b. jacksoni: van centraal Congo-Kinshasa tot Oeganda en westelijk Kenia.

## Status
De grootte van de populatie is niet gekwantificeerd maar de soort wordt omschreven als schaars tot vrij algemeen. Op de Rode lijst van de IUCN heeft deze soort de status niet bedreigd.